# Сакура (Тіба)

35°43′26″ пн. ш. 140°13′26″ сх. д. / 35.72389° пн. ш. 140.22389° сх. д.
Са́кура (яп. 佐倉市, さくらし, МФА: [sakuɾa ɕi̥]) — місто в Японії, в префектурі Тіба.

## Короткі відомості
Розташоване в північній частині префектури, на південному березі болота Інба. Виникло на основі середньовічного призамкового містечка самурайського роду Хотта. Основою економіки є сільське господарство, харчова промисловість, виготовлення електротоварів. В місті, на руїнах Сакурського замку, розміщений Національний історико-етнографічний музей Японії. Станом на 1 жовтня 2008 площа міста становила 103,59 км². Станом на 1 січня 2009 населення міста становило 171 865 осіб.

## Уродженці
- Цуда Сен — науковець, агроном.